# ウィリー・ロットのコテージ

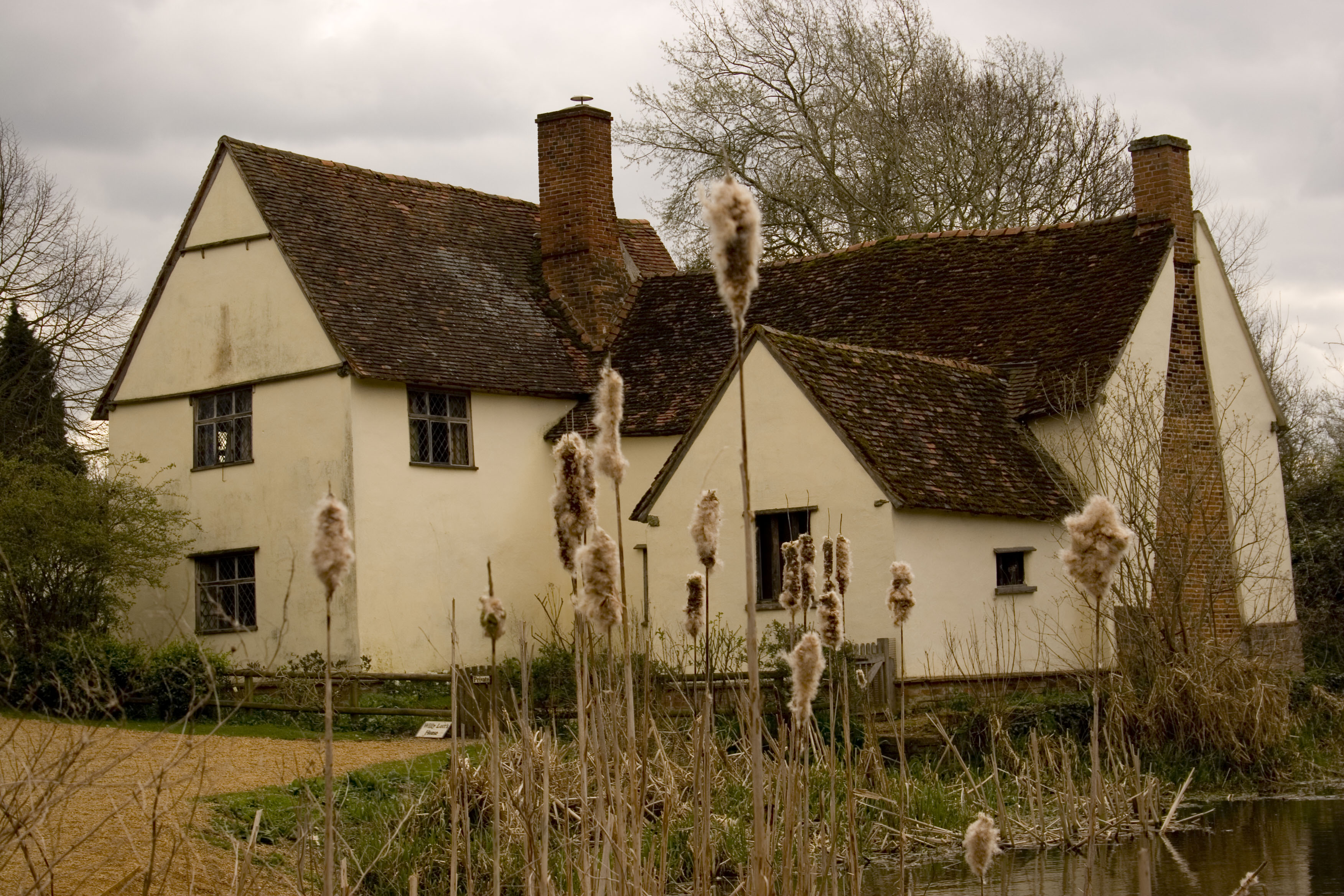
ウィリー・ロットのコテージ

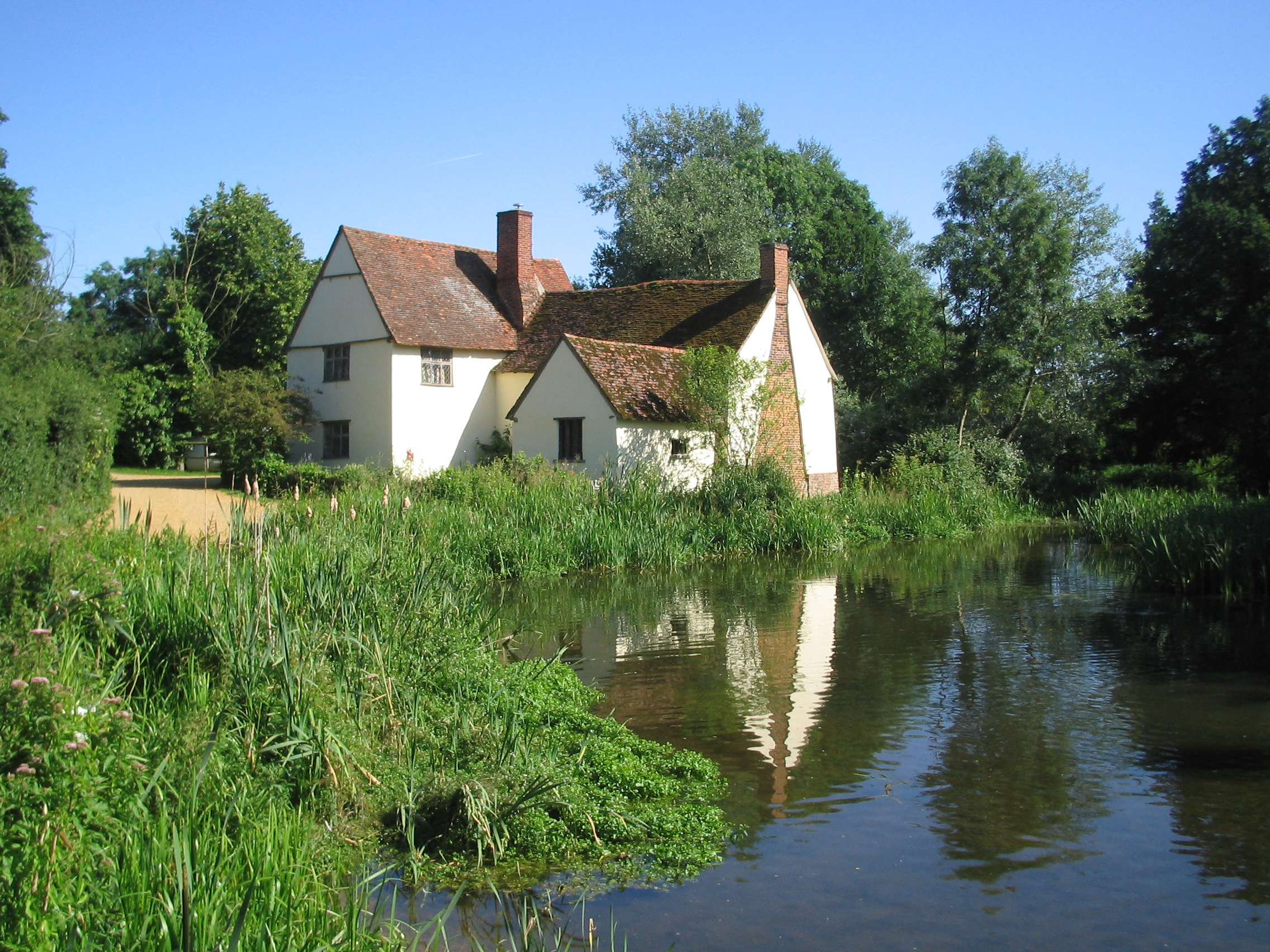
ウィリー・ロットのコテージ

ウィリー・ロットのコテージ(Willy Lott's Cottage)は、イングランドのサフォーク州イースト・バーゴルトのフラットフォードにあるコテージである。『乾草の車』を始めとするジョン・コンスタブルの絵画によく登場することで有名になった。
この建物は、「フラットフォード製粉所グループの一部」としての重要性と「画家ジョン・コンスタブルの作品における重要性」から、1級指定建造物となっている。
建物の最も古い部分は16世紀に建てられたものである。コンスタブルの絵画への関心が高まった1920年代に修復され、コンスタブルがこの建物の絵を描いていたときの住人の名前から「ウィリー・ロットの家」に改名された。ナショナル・トラストが所有している。
このコテージは、典型的なイギリスの田園風景であるデダム・ヴェイルの中心にあるフラットフォード製粉所のすぐ下流の、スタウア川の岸辺に位置している。フラットフォード製粉所は、隣接するバレー・ファームやブリッジ・コテージとともにフィールド・スタディーズ・カウンシルに貸与されており、絵画などの芸術系コースの場として、またAレベルまでの学生を対象とした滞在型の環境教育旅行などの科学系コースの宿泊施設として利用されている。

## ウィリアム・ロット
このコテージの名前は、ジョン・コンスタブルが絵を描いていた当時の住人の名前に由来しており、当時はギベオンズ・ファーム(Gibeons Farm)と呼ばれていた。小作人のウィリアム・ロット(1761-1849)はギベオンズ・ファームに住み、生涯でこの家を離れて過ごしたのは4泊だけだったという。ロットはイースト・バーゴルトのセント・メリー・ザ・バージン教会の墓地に埋葬されている。
2020年の記事によると、「ウィリー・ロット自身はコンスタブルのおかげで有名になったが、それは彼の死後のことである」とある。このコテージは1926年にトーマス・パーキントンが購入し、パーキントンの死後にナショナル・トラストが購入した。

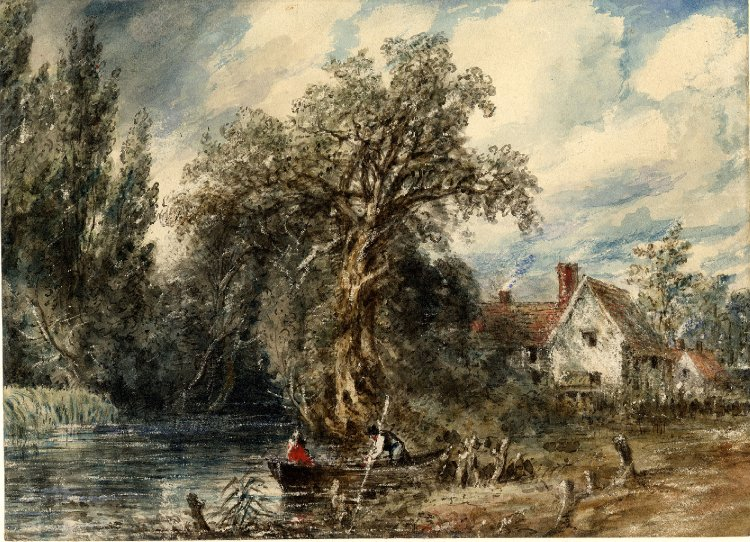
ジョン・コンスタブル画『ウィリー・ロットのコテージ』（Willy Lott's Cottage、1832年）
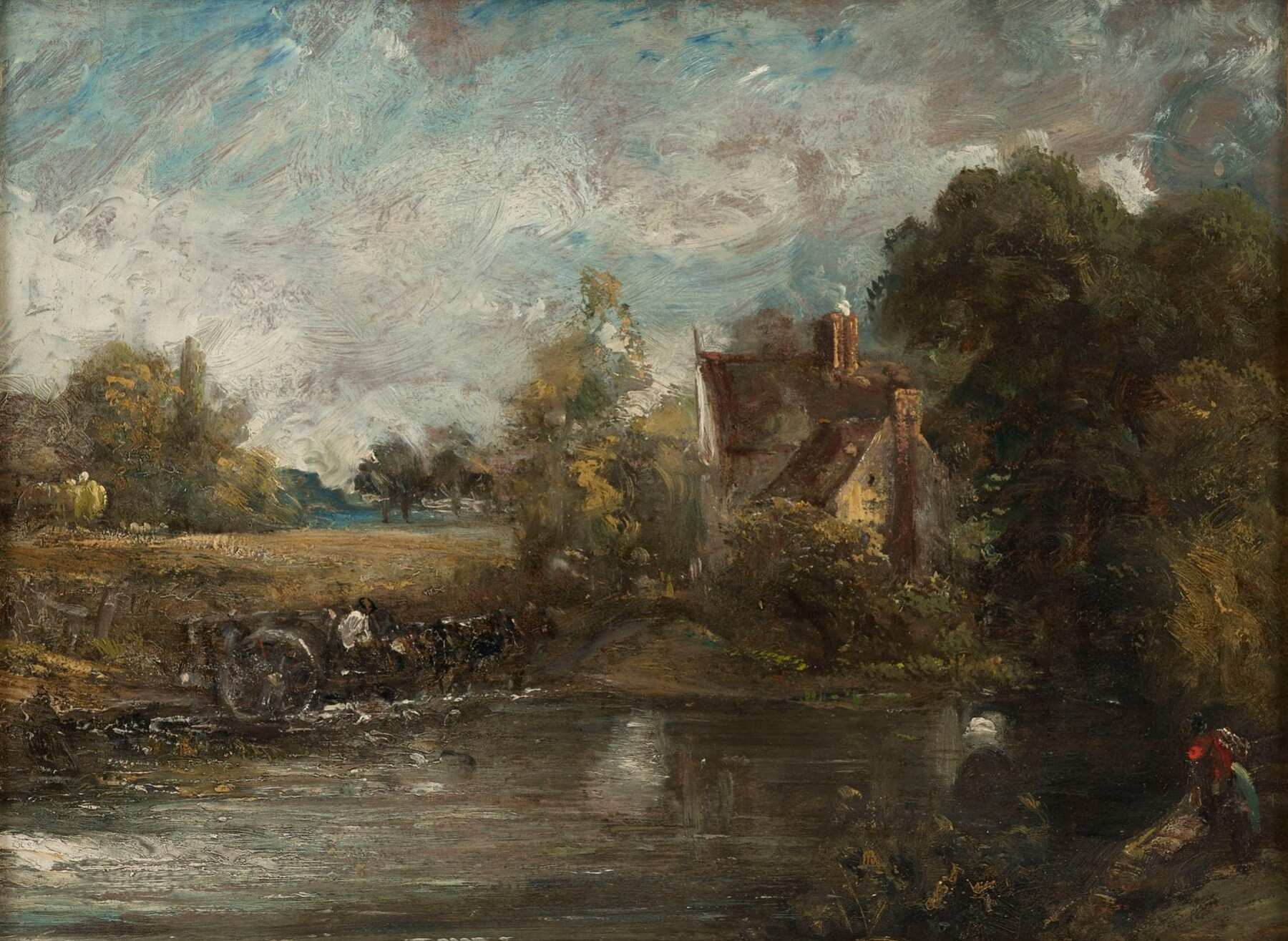
ジョン・コンスタブル画『ウィリー・ロットのコテージ』（Willy Lott's Cottage、1820年頃）